# Campeonato Mundial de Rugby M19 División A de 1989
El Campeonato Mundial de Rugby M19 de 1989 se disputó en Portugal y fue la vigésima primera edición del torneo en categoría M19.

## Equipos participantes
- Selección juvenil de rugby de Argentina
- Selección juvenil de rugby de Bélgica
- Selección juvenil de rugby de España
- Selección juvenil de rugby de Francia
- Selección juvenil de rugby de Italia
- Selección juvenil de rugby de Portugal
- Selección juvenil de rugby de Rumania
- Selección juvenil de rugby de Unión Soviética

## Posiciones finales
| Pos | Equipo          |
| --- | --------------- |
|     | Argentina       |
|     | Unión Soviética |
|     | Francia         |
| 4   | Italia          |
| 5   | Portugal        |
| 6   | España          |
| 7   | Rumania         |
| 8   | Bélgica         |

### Campeón
| Bandera de Argentina |
| Campeón Argentina    |
| Segundo título       |